# Rhamphomyia pleciaeformis
Rhamphomyia pleciaeformis är en tvåvingeart som beskrevs av Frey 1950. Rhamphomyia pleciaeformis ingår i släktet Rhamphomyia och familjen dansflugor. Inga underarter finns listade i Catalogue of Life.